# Séries éliminatoires de la Coupe Stanley 1958
Année précédente Année suivante
Les séries éliminatoires de la Coupe Stanley 1958 font suite à la saison 1957-1958 de la Ligue nationale de hockey. Les Canadiens de Montréal remportent la Coupe Stanley en battant en finale les Bruins de Boston sur le score de 4 matchs à 2.

## Tableau récapitulatif
|  | Demi-finales                            | Demi-finales                      |          |   | Finale de la Coupe Stanley         | Finale de la Coupe Stanley         |
|  | Demi-finales                            | Demi-finales                      |          |   | Finale de la Coupe Stanley         | Finale de la Coupe Stanley         |
|  |                                         |                                   |          |   |                                    |                                    |
|  | 25, 27, 30 mars et 1er avril 1958       | 25, 27, 30 mars et 1er avril 1958 |          |   | 8, 10, 13, 15, 17 et 20 avril 1958 | 8, 10, 13, 15, 17 et 20 avril 1958 |
|  | 25, 27, 30 mars et 1er avril 1958       | 25, 27, 30 mars et 1er avril 1958 |          |   | 8, 10, 13, 15, 17 et 20 avril 1958 | 8, 10, 13, 15, 17 et 20 avril 1958 |
|  | Montréal                                | 4                                 |          |   | 8, 10, 13, 15, 17 et 20 avril 1958 | 8, 10, 13, 15, 17 et 20 avril 1958 |
|  | Montréal                                | 4                                 |          |   | 8, 10, 13, 15, 17 et 20 avril 1958 | 8, 10, 13, 15, 17 et 20 avril 1958 |
|  | Détroit                                 | 0                                 |          |   | 8, 10, 13, 15, 17 et 20 avril 1958 | 8, 10, 13, 15, 17 et 20 avril 1958 |
|  | Détroit                                 | 0                                 | Montréal | 4 |                                    |                                    |
|  | 25, 27, 29 mars, 1er, 3 et 5 avril 1958 |                                   | Montréal | 4 |                                    |                                    |
|  |                                         | Boston                            | 2        |   |                                    |                                    |
|  | New York                                | Boston                            | 2        | 2 |                                    |                                    |
|  | New York                                |                                   |          | 2 |                                    |                                    |
|  | Boston                                  | 4                                 |          |   |                                    |                                    |
|  | Boston                                  | 4                                 |          |   |                                    |                                    |

## Détails des séries

### Demi-finales

#### Montréal contre Détroit
| 25 mars | Canadiens de Montréal | 8-1 (5-0, 1-1, 2-0) | Red Wings de Détroit | Forum de Montréal |

| Feuille de match | Feuille de match | Feuille de match                    | Feuille de match                               | Feuille de match                  |
| ---------------- | --- | ----------------------------------- | ---------------------------------------------- | --------------------------------- |
|                  | M. Richard (Moore, Harvey) — 2 min 22 s M. Richard (Geoffrion, Harvey) — 4 min 7 s (SN) Béliveau (Olmstead, Talbot) — 6 min 20 s Geoffrion (M. Richard, H. Richard) — 8 min 55 s (SN) Goyette (Provost, Langlois) — 14 min 23 s Goyette (Provost) — 23 min 59 s Moore (Béliveau, M. Richard) — 52 min 17 s (SN) Goyette (Talbot) — 57 min 56 s | 1-0 2-0 3-0 4-0 5-0 6-0 6-1 7-1 8-1 | Wilson (Ullman, Delvecchio) — 32 min 19 s (SN) | Arbitrage : Storey Morrison, Skov |
| Plante           | Gardiens | Sawchuk                             |                                                | Arbitrage : Storey Morrison, Skov |
|                  | |                                     |                                                | Arbitrage : Storey Morrison, Skov |
| 35               | Tirs | 40                                  |                                                | Arbitrage : Storey Morrison, Skov |

| 27 mars | Canadiens de Montréal | 5-1 (1-0, 1-1, 3-0) | Red Wings de Détroit | Forum de Montréal |

| Feuille de match | Feuille de match | Feuille de match        | Feuille de match                      | Feuille de match                  |
| ---------------- | --- | ----------------------- | ------------------------------------- | --------------------------------- |
|                  | Goyette (Talbot) — 18 min 4 s Béliveau (Marshall, Olmstead) — 37 min 13 s M. Richard (H. Richard) — 45 min 5 s (SN) A. Pronovost (Goyette, Provost) — 45 min 19 s M. Richard (Moore, H. Richard) — 52 min 23 s | 1-0 1-1 2-1 3-1 4-1 5-1 | Wilson (Mcneill, Kelly) — 33 min 39 s | Arbitrage : Powers Morrison, Skov |
| Plante           | Gardiens | Sawchuk                 |                                       | Arbitrage : Powers Morrison, Skov |
|                  | |                         |                                       | Arbitrage : Powers Morrison, Skov |
| 40               | Tirs | 26                      |                                       | Arbitrage : Powers Morrison, Skov |

| 30 mars | Red Wings de Détroit | 1-2 (pr) (0-0, 1-1, 0-0, 0-1) | Canadiens de Montréal | Olympia Stadium |

| Feuille de match | Feuille de match                    | Feuille de match | Feuille de match                                                      | Feuille de match                   |
| ---------------- | ----------------------------------- | ---------------- | --------------------------------------------------------------------- | ---------------------------------- |
|                  | Kennedy (M. Pronovost) — 34 min 7 s | 1-0 1-1 1-2      | Moore (Béliveau, M. Richard) — 36 min (SN) A. Pronovost — 71 min 52 s | Arbitrage : Udvari Hayes, Pavelich |
| Sawchuk          | Gardiens                            | Plante           |                                                                       | Arbitrage : Udvari Hayes, Pavelich |
|                  |                                     |                  |                                                                       | Arbitrage : Udvari Hayes, Pavelich |
| 35               | Tirs                                | 29               |                                                                       | Arbitrage : Udvari Hayes, Pavelich |

| 1er avril | Red Wings de Détroit | 3-4 (0-0, 3-1, 0-3) | Canadiens de Montréal | Olympia Stadium |

| Feuille de match | Feuille de match                                                                                           | Feuille de match            | Feuille de match | Feuille de match                   |
| ---------------- | --- | --------------------------- | --- | ---------------------------------- |
|                  | McIntyre (Howe) — 25 min 49 s Howe (Ullman, McIntyre) — 30 min 27 s McNeill (Wilson, Arbour) — 31 min 15 s | 1-0 1-1 2-1 3-1 3-2 3-3 3-4 | M. Richard (H. Richard, Harvey) — 28 min 45 s M. Richard (Harvey, Béliveau) — 44 min (SN) Moore (Béliveau, Geoffrion) — 49 min 7 s (SN) M. Richard (H. Richard) — 49 min 56 s | Arbitrage : Storey Pavelich, Hayes |
| Sawchuk          | Gardiens                                                                                                   | Plante                      | | Arbitrage : Storey Pavelich, Hayes |
|                  | |                             | | Arbitrage : Storey Pavelich, Hayes |
| 35               | Tirs | 33                          | | Arbitrage : Storey Pavelich, Hayes |

#### New York contre Boston
| 25 mars | Rangers de New York | 5-3 (3-2, 1-1, 1-0) | Bruins de Boston | Madison Square garden 15 925 spectateurs |

| Feuille de match | Feuille de match | Feuille de match                | Feuille de match                                                                                                 | Feuille de match                 |
| ---------------- | --- | ------------------------------- | --- | -------------------------------- |
|                  | Popein (Prentice) — 4 min 40 s Hebenton (Bathgate, Gadsby) — 10 min 45 s (IN) Henry (Hebenton, Creighton) — 18 min 38 s (SN) Creighton (Henry, MacDonald) — 30 min 29 s (SN) Creighton (Bathgate) — 57 min 1 s | 0-1 1-1 1-2 2-2 3-2 4-2 4-3 5-4 | Mackell (Regan, McKenney) — 58 s Toppazzini (Mackell, Mohns) — 7 min 21 s Horvath (Stasiuk, Mohns) — 37 min 45 s | Arbitrage : Powers Hayes, Davies |
| Worsley          | Gardiens | Lumley                          | | Arbitrage : Powers Hayes, Davies |
|                  | |                                 | | Arbitrage : Powers Hayes, Davies |
| 30               | Tirs | 29                              | | Arbitrage : Powers Hayes, Davies |

| 27 mars | Rangers de New York | 3-4 (pr) (2-2, 1-0, 0-1, 0-1) | Bruins de Boston | Madison Square Garden 15 925 spectateurs |

| Feuille de match | Feuille de match | Feuille de match            | Feuille de match | Feuille de match                 |
| ---------------- | --- | --------------------------- | --- | -------------------------------- |
|                  | Bathgate (Henry, Creighton) — 5 min 28 s Bathgate (Hebenton, Gadsby) — 8 min 58 s (SN) Gendron (Hebenton, Ciesla) — 27 min 24 s | 0-1 1-1 2-1 2-2 3-2 3-3 3-4 | Mohns (Stanley, Mackell) — 5 min 5 s (SN) McKenney — 19 min 38 s McKenney (Mohns, Mackell) — 51 min 13 s Toppazzini (Mackell, McKenney) — 64 min 46 s | Arbitrage : Udvari Hayes, Davies |
| Worsley          | Gardiens | Simmons                     | | Arbitrage : Udvari Hayes, Davies |
|                  | |                             | | Arbitrage : Udvari Hayes, Davies |
| 30               | Tirs | 25                          | | Arbitrage : Udvari Hayes, Davies |

| 29 mars | Bruins de Boston | 5-0 (3-0, 1-0, 1-0) | Rangers de New York | Boston Garden 13 909 spectateurs |

| Feuille de match | Feuille de match | Feuille de match    | Feuille de match | Feuille de match                  |
| ---------------- | --- | ------------------- | ---------------- | --------------------------------- |
|                  | Mohns (Bucyk, Regan) — 9 min 24 s (SN) McKenney (Mohns, Mackell) — 13 min 18 s (SN) McKenney (Mackell, Boivin) — 17 min 40 s Boone (Mohns, Bucyk) — 4 min 1 s Johnson (Regan, Flaman) — 7 min 36 s (IN) | 1-0 2-0 3-0 4-0 5-0 |                  | Arbitrage : Storey Skov, Morrison |
|                  | |                     |                  | Arbitrage : Storey Skov, Morrison |
|                  | |                     |                  | Arbitrage : Storey Skov, Morrison |
| 36               | Tirs | 28                  |                  | Arbitrage : Storey Skov, Morrison |

| 1er avril | Bruins de Boston | 2-5 (2-0, 2-1, 1-1) | Rangers de New York |  |

| Feuille de match | Feuille de match                                                            | Feuille de match            | Feuille de match | Feuille de match                  |
| ---------------- | --------------------------------------------------------------------------- | --------------------------- | --- | --------------------------------- |
|                  | Toppazzini — 22 min 4 s (SN) Toppazzini (Mackell, Mohns) — 51 min 32 s (IN) | 0-1 0-2 1-2 1-3 1-4 2-4 2-5 | Prentice (Bathgate) — 5 min 19 s (IN) Creighton (MacDonald, Henry) — 9 min 47 s (SN) Hebenton (Prentice, Fontinato) — 30 min 17 s Bathgate — 35 min 12 s (IN) Bathgate — 59 min 41 s (CV) | Arbitrage : Powers Skov, Morrison |
| Simmons          | Gardiens                                                                    | Worsley                     | | Arbitrage : Powers Skov, Morrison |
|                  |                                                                             |                             | | Arbitrage : Powers Skov, Morrison |
| 41               | Tirs                                                                        | 35                          | | Arbitrage : Powers Skov, Morrison |

| 3 avril | Bruins de Boston | 6-1 (3-0, 2-1, 1-0) | Rangers de New York | Boston Garden 13 909 spectateurs |

| Feuille de match | Feuille de match | Feuille de match            | Feuille de match                        | Feuille de match                 |
| ---------------- | --- | --------------------------- | --------------------------------------- | -------------------------------- |
|                  | Mackell (Toppazzini, Hillman) — 6 min 43 s Horvath (Bucyk, Mohns) — 9 min 11 s (SN) Mckenney (Boivin) — 11 min 26 s Flaman (Mackell) — 25 min 10 s (IN) Flaman — 30 min 20 s Toppazzini (Horvath, Stasiuk) — 55 min 32 s (SN) | 1-0 2-0 3-0 4-0 5-0 5-1 6-1 | MacDonald (Foley, Ciesla) — 32 min 44 s | Arbitrage : Udvari Davies, Hayes |
|                  | |                             |                                         | Arbitrage : Udvari Davies, Hayes |
|                  | |                             |                                         | Arbitrage : Udvari Davies, Hayes |
| 42               | Tirs | 27                          |                                         | Arbitrage : Udvari Davies, Hayes |

### Finale
| 8 avril | Canadiens de Montréal | 2-1 (1-0, 1-1, 0-0) | Bruins de Boston | Forum de Montréal |

| Feuille de match | Feuille de match                                                                                | Feuille de match | Feuille de match                               | Feuille de match                  |
| ---------------- | ----------------------------------------------------------------------------------------------- | ---------------- | ---------------------------------------------- | --------------------------------- |
|                  | Geoffrion (Marshall, Harvey) — 12 min 24 s (SN) Moore (Béliveau, M. Richard) — 33 min 52 s (SN) | 1-0 1-1 2-1      | Stanley (McKenney, Mackell) — 25 min 54 s (SN) | Arbitrage : Storey Skov, Morrison |
| Plante           | Gardiens                                                                                        | Simmons          |                                                | Arbitrage : Storey Skov, Morrison |
|                  |                                                                                                 |                  |                                                | Arbitrage : Storey Skov, Morrison |
| 44               | Tirs                                                                                            | 29               |                                                | Arbitrage : Storey Skov, Morrison |

| 10 avril | Canadiens de Montréal | 2-5 (1-3, 1-1, 0-1) | Bruins de Boston | Forum de Montréal 14 489 spectateurs |

| Feuille de match | Feuille de match                                                   | Feuille de match            | Feuille de match | Feuille de match                  |
| ---------------- | ------------------------------------------------------------------ | --------------------------- | --- | --------------------------------- |
|                  | Geoffrion (Harvey, Moore) — 3 min 12 s (SN) Harvey (Moore) — 7 min | 0-1 1-1 1-2 1-3 1-4 2-4 2-5 | Johnson (Regan, Labine) — 20 s McKenney (Regan, Mackell) — 6 min 58 s (SN) Horvath (Boone) — 17 min 23 s (SN) Regan (Stanley) — 5 min Horvath (Stasiuk, Mohns) — 16 min 52 s | Arbitrage : Powers Morrison, Skov |
| Plante           | Gardiens                                                           | Simmons                     | | Arbitrage : Powers Morrison, Skov |
|                  |                                                                    |                             | | Arbitrage : Powers Morrison, Skov |
| 33               | Tirs                                                               | 32                          | | Arbitrage : Powers Morrison, Skov |

| 13 avril | Bruins de Boston | 0-3 (0-1, 0-0, 0-2) | Canadiens de Montréal | Boston Garden 13 909 spectateurs |

| Feuille de match | Feuille de match | Feuille de match | Feuille de match | Feuille de match                   |
| ---------------- | ---------------- | ---------------- | --- | ---------------------------------- |
|                  |                  | 0-1 0-2 0-3      | M. Richard (Geoffrion, Harvey) — 18 min 20 s H. Richard (Harvey) — 43 min M. Richard (H. Richard, Moore) — 55 min 6 s | Arbitrage : Udvari Hayes, Pavelich |
| Simmons          | Gardiens         | Plante           | | Arbitrage : Udvari Hayes, Pavelich |
|                  |                  |                  | | Arbitrage : Udvari Hayes, Pavelich |
| 28               | Tirs             | 30               | | Arbitrage : Udvari Hayes, Pavelich |

| 15 avril | Bruins de Boston | 3-1 (1-0, 1-0, 1-1) | Canadiens de Montréal | Boston Garden |

| Feuille de match | Feuille de match | Feuille de match | Feuille de match                        | Feuille de match                   |
| ---------------- | --- | ---------------- | --------------------------------------- | ---------------------------------- |
|                  | McKenney (Mackell, Regan) — 5 min 35 s (SN) McKenney (Stasiuk, Horvath) — 23 min 30 s Toppazzini (Mackell) — 42 min 30 s | 1-0 2-0 3-0 3-1  | Provost (Béliveau, Bonin) — 52 min 57 s | Arbitrage : Storey Pavelich, Hayes |
| Simmons          | Gardiens | Plante           |                                         | Arbitrage : Storey Pavelich, Hayes |
|                  | |                  |                                         | Arbitrage : Storey Pavelich, Hayes |
| 30               | Tirs | 24               |                                         | Arbitrage : Storey Pavelich, Hayes |

| 17 avril | Canadiens de Montréal | 3-2 (pr) (0-1, 2-0, 0-1, 1-0) | Bruins de Boston | Forum de Montréal 14 415 spectateurs |

| Feuille de match | Feuille de match                                                                                                  | Feuille de match    | Feuille de match                                                                         | Feuille de match                   |
| ---------------- | --- | ------------------- | ---------------------------------------------------------------------------------------- | ---------------------------------- |
|                  | Geoffrion (Béliveau) — 22 min 20 s Béliveau (Geoffrion) — 23 min 2 s M. Richard (H. Richard, Moore) — 65 min 45 s | 0-1 1-1 2-1 2-2 3-2 | Mackell (Stanley, Toppazzini) — 18 min 43 s (SN) Horvath (Stasiuk, Boivin) — 50 min 35 s | Arbitrage : Powers Hayes, Morrison |
| Plante           | Gardiens | Simmons             |                                                                                          | Arbitrage : Powers Hayes, Morrison |
|                  | |                     |                                                                                          | Arbitrage : Powers Hayes, Morrison |
| 48               | Tirs | 40                  |                                                                                          | Arbitrage : Powers Hayes, Morrison |

| 20 avril | Bruins de Boston | 3-5 (1-2, 0-2, 2-1) | Canadiens de Montréal | Boston Garden 13 909 spectateurs |

| Feuille de match | Feuille de match                                                                                  | Feuille de match                | Feuille de match | Feuille de match                   |
| ---------------- | ------------------------------------------------------------------------------------------------- | ------------------------------- | --- | ---------------------------------- |
|                  | McKenney (Mohns) — 18 min 35 s Johnson (Regan) — 45 min 20 s Regan (Flaman, Labine) — 53 min 41 s | 0-1 0-2 1-2 1-3 1-4 2-4 3-4 3-5 | Geoffrion (Béliveau, Olmstead) — 46 s M. Richard (Moore) — 1 min 54 s Béliveau (Geoffrion, Harvey) — 26 min 42 s Geoffrion — 39 min 28 s Harvey — 59 min (CV) | Arbitrage : Udvari Hayes, Morrison |
| Simmons          | Gardiens                                                                                          | Plante                          | | Arbitrage : Udvari Hayes, Morrison |
|                  |                                                                                                   |                                 | | Arbitrage : Udvari Hayes, Morrison |
| 34               | Tirs                                                                                              | 46                              | | Arbitrage : Udvari Hayes, Morrison |